# جوائز حرب الخليج العسكرية
بعد حرب الخليج الثانية أصدرت العديد من الجيوش جوائز. هذه هي قائمة الجوائز المعروفة:

## قوات التحالف
الأرجنتين
- ميدالية حرب الخليج 1991

أستراليا
- ميدالية الخدمة النشطة الأسترالية مع قفل الكويت

البحرين
- وسام تحرير الكويت (البحرين)

كندا
- وسام الخليج والكويت

مصر
- وسام تحرير الكويت (مصر)

إيطاليا
- الصليب التذكاري للعمليات في الخليج العربي 1990-1991

الكويت
- وسام التحرير (وسام تحرير الكويت)

منح هذا الوسام لأفراد آخرين من قوات التحالف
المملكة العربية السعودية
- نوط تحرير الكويت (وسام لتحرير الكويت)

منح هذا النوط إلى أعضاء آخرين من قوات التحالف
الإمارات العربية المتحدة
- تحرير الكويت (الإمارات العربية المتحدة)

المملكة المتحدة
- وسام الخليج

الولايات المتحدة
- وسام خدمة جنوب غرب آسيا

## العراق
العراق
- نوط الشجاعة (وسام الشجاعة)، 1990-1991
- وسام أم المعارك، 1990-1991
- شارة أم المعارك